# Aphroceras ensata
Aphroceras ensata är en svampdjursart som först beskrevs av James Scott Bowerbank 1858.  Aphroceras ensata ingår i släktet Aphroceras och familjen Grantiidae. Arten är reproducerande i Sverige. Inga underarter finns listade i Catalogue of Life.